# Francesco d'Avalos
Francesco d'Avalos   (Nàpols, 11 d'abril de 1930 - Nàpols, 26 de maig de 2014) fou un director i compositor italià. Titular dels títols aristocràtics de príncep d'Avalos i marquès de Vasto i Pescara, d'Avalos fou també descendent de l'oncle de Maria d'Avalos, la primera esposa assassinada de Carlo Gesualdo.
D'Avalos va reconèixer que el compositor italià Antonio Favasta va convèncer els seus pares perquè li permetessin estudiar música. Va començar els estudis de música als 12 anys, incloent-hi els estudis de piano amb Marta De Conciliis, i més tard amb Vincenzo Vitale. Posteriorment estudia composició amb Renato Parodi. Va considerar Psiche, escrit als disset anys, com la seva primera composició. Es va graduar amb honors del conservatori de San Pietro a Majella de Nàpols, amb un títol en composició. També va estudiar filosofia a la Universitat de Nàpols. Va estudiar direcció a l'Academia Chigiana de Siena, i els seus mentors van ser Paul van Kempen, Franco Ferrara i Sergiu Celibidache. De 1951 a 1954, fou crític de música per a "Il Quotidiano".
El 1972, Nino Rota va reclutar d'Avalos com a professor de composició al Conservatori de Bari, on va romandre fins al 1979. Avalos va acceptar llavors un lloc de professora al Conservatori de Nàpols, on va romandre fins al 1998. Va ser un director convidat amb diverses orquestres tant a la seva Itàlia natal com en altres llocs d'Europa. Va realitzar enregistraments comercials per a segells com ASV, IMP, Chandos, Brilliant, Amadeus i Nireus.
D'Avalos va compondre dues simfonies per a soprano i orquestra. Entre les altres composicions inclouen:
- Maria Venosa per a solistes, cor i orquestra.
- Qumran per a orquestra, per a solistes, cor i orquestra.
- Hymne an die Nacht per a orquestra
- Studio Sinfonico per a orquestra
- Psiche i Eros per a orquestra
- Musica per un drama immaginari (per a orquestra)
- Vexilla Regis per a cor i orquestra
- Línies per a soprano i orquestra
- Il Fiume Wang per a soprano i corda
- Sonata da chiesa per cordes
- Suite Slava per a cordes
- Quintet per a piano i corda
- A Memoriam per a piano i orquestra
- Idillio per a piano i orquestra de corda

Entre els seus premis i honors es van incloure:
- Premi de composició "Selecció del premi Marzotto 1958"
- Grand Prix International du Disque Académie Charles Cros - París 1990" per a enregistraments d'obres simfòniques de Martucci
- "Premi Mra 1991" per la gravació de la Tercera Simfonia de Joachim Raff
- Premi especial de la Carriera del Centre Incontro delle Arti Della Mònaco (2010)
- Premi del president de la República "Oltre l'Orizzonte nel 2010"

El 2005, Bietti va publicar el llibre d'Avalos, La crisi dell'Occidente e la luce della storia - Il significato del ventesimo secolo attraverso l'evoluzione della musica (La crisi de l'Oest i La presència de la història: el significat del segle XX A través de l'evolució de la música). Al novembre de 2013 es va publicar la seva autobiografia.